# Daniel Juncadella Pérez-Sala
Daniel Juncadella Pérez-Sala   (Barcelona, 7 de maig de 1991), conegut com a Dani Juncadella, és un pilot d'automobilisme català. Tercer membre d'una nissaga de pilots, és fill de Xavier Juncadella i nebot de Josep Maria Juncadella, Lluís Pérez-Sala i Àlex Soler-Roig.
S'inicià en el kàrting i passà després a les categories de monoplaces, com ara la Fórmula Júnior i la Fórmula BMW, on aconseguí el subcampionat. Els seus bons resultats el portaren a la Fórmula 3, on competí a les Euroseries i a la International FIA Cup i quedà tercer a ambdós campionats el 2011. El mateix any esdevingué el primer pilot català a guanyar el Gran Premi de Macau, mundial oficiós de la categoria. El 2012 guanyà el Campionat d'Europa de Fórmula 3.